# Hemgölen (Mörlunda socken, Småland)
Hemgölen är en sjö i Hultsfreds kommun i Småland och ingår i Emåns huvudavrinningsområde.